# Otte akkorder
Otte akkorder er en dansk film fra 1944, instrueret af Johan Jacobsen. Det er en episodefilm, hvor vi følger en lakplades vandring i flere forskellige situationer.

## Medvirkende
- Erling Schroeder
- Eyvind Johan-Svendsen
- Asbjørn Andersen
- Peter Malberg
- Hans-Henrik Krause
- Bodil Kjer
- Gunnar Lauring
- Poul Reumert
- Poul Reichhardt
- Charles Wilken
- Petrine Sonne
- Ebbe Rode
- Helle Virkner
- Ib Schønberg
- Elith Pio
- Johannes Meyer
- Olaf Ussing
- Buster Larsen